# اعاده امنیت
اعاده امنیت فیلمی سینمایی به کارگردانی و نویسندگی حمید رخشانی ساخته شده در سال ۱۳۷۴ است.

## خلاصه داستان
در دوران نخست‌وزیری قوام یک نفر به دلایل چاپ اعلامیه ترور می‌شود…

## بازیگران
1. جمشید مشایخی
2. حسین گیل سیداحمد نصر
3. بهزاد جوانبخش
4. ژانت آوانسیان
5. علی اصغر گرمسیری
6. احمد مظفری
7. نرسی گرگیا
8. حسین شهاب
9. حبیب اسماعیلی
10. هوشنگ دیبائیان
11. پرویز بزرگی
12. هوشنگ معصفری
13. علیرضا عابدینی
14. عباس قاجار سرهنگ آگاهی
15. مهران آزادگان
16. عباس زهرابی
17. رضا رخشانی
18. منوچهر افسری
19. رحمان مقدم پروفسور سمیعی